# Laafi
Laafi, Tout va bien is de eerste langspeelfilm van Burkinees regisseur S. Pierre Yameogo 1991.

## Verhaal
Joe, een student in Ouagadougou, ziet zijn ambitie om geneeskunde te gaan studeren, deels ingegeven door zijn machteloosheid bij de vroege dood van zijn vader, onmogelijk worden. Bij de bevoegde instantie voor toekenning van beurzen zijn alle plaatsen reeds 'besproken'.
De film schildert een zeer gevoelig en representatief portret van de zorgen die Afrikaanse jongeren vandaag hebben over hun onzekere toekomst.

## Rolbezetting
| Acteur                   | Personage       |
| ------------------------ | --------------- |
| Elie Yameogo             | Joe             |
| Aline Hortense Zoungrana | Bintou          |
| Denis Yameogo            | Guy             |
| Cheick Kone              | Gabi            |
| Laura Kaho               | Henriette       |
| Yolanda Belem            | Agathe          |
| Apoline Zongo            | mère de Joe     |
| Abdoulaye Komboudri      | Homme du peuple |

## Achtergrond
In tegenstelling tot de meeste regisseurs van het Afrikaans continent in die tijd, laat Pierre Yameogo de pittoreske landschappen, de mythes en tradities met hun visuele sterkte voor wat ze zijn en maakt een hedendaagse film die zich afspeelt in de realiteit van de grootstad die thema's als corruptie, 'braindrain' en censuur aansnijdt.